# Подгорное (Ростовская область)
Подго́рное — село в Ремонтненском районе Ростовской области.
Административный центр Подгорненского сельского поселения.

## Население
| 2010 |
| ---- |
| 1129 |

## Улицы
| - ул. Аэродромная, - пер. Дзержинского, - ул. Кирова, - ул. Комсомольская, | - ул. Красноармейская, - ул. Ленина, - ул. Молодёжная, - ул. Набережная, | - ул. Октябрьская, - ул. Первомайская, - ул. Пролетарская, - ул. Пушкинская, | - ул. Советская, - ул. Степная, - ул. Шолохова, - ул. Южная. |